# 藤平進
藤平 進（ふじひら すすむ、1928年7月17日 -  2017年4月15日）は、日本の経営者。広島銀行頭取を務めた。

## 来歴・人物
広島県出身。1951年に東京大学法学部を卒業し、同年に広島銀行に入行した。1984年6月に取締役に就任し、1986年6月に常務、1988年3月に専務を経て、1990年6月に副頭取に就任し、1992年4月には頭取に昇格。1994年6月に取締役相談役に就任し、1995年6月には相談役に就任。
2017年4月15日、肺炎のために死去。88歳没。